# Buglossoides
A Buglossoides a borágófélék (Boraginaceae) családjába tartozó nemzetség.

## Tudnivalók
A Buglossoides nemzetség, egyéves és évelő növényfajokat is tartalmaz. A Buglossoides-fajok Európában és Ázsiában őshonosak. Sokféle élőhelyen képesek megélni, például: a napsütötte füves pusztákon, sziklaszirteken és az erdők sűrűjében is. A növényeket puha szőrzet borítja. Száraik felállók vagy szétterülők; elágazhatnak vagy nem. Leveleik tojásdad vagy lándzsás alakúak. Kis, tölcsér alakú virágaikon, általában kék vagy fehér szirmok láthatók. Az évelő, gyöktörzses fajok, inváziós fajokká válhatnak; kiirtásuk igen nehéz.

## Rendszerezés
A nemzetségbe az alábbi 10 faj tartozik:
- Buglossoides arvensis (L.) I.M.Johnst. (syn. Lithospermum arvense) – Mezei gyöngyköles
- Buglossoides calabra (Ten.) I.M.Johnst.
- Buglossoides czernjajevii (Klokov) Czerep.
- Buglossoides gastonii (Benth.) I.M.Johnst.
- Buglossoides glandulosa (Velen.) R.Fern.
- Buglossoides goulandriorum (Rech.f.) Govaerts
- Buglossoides minima (Moris) R.Fern.
- Buglossoides purpureocaerulea (L.) I.M.Johnst.
- Buglossoides tenuiflora (L.f.) I.M.Johnst. - típusfaj
- Buglossoides zollingeri (A.DC.) I.M.Johnst.

Korábban ebbe a nemzetségbe helyezték az erdei gyöngykölest (Aegonychon purpurea-coeruleum) is; egyes botanikusok még mindig ide sorolják ezt a növényfajt.

## Fordítás
Ez a szócikk részben vagy egészben  a   Buglossoides című angol Wikipédia-szócikk ezen változatának fordításán alapul.  Az eredeti cikk szerkesztőit annak laptörténete sorolja fel. Ez a jelzés csupán a megfogalmazás eredetét és a szerzői jogokat jelzi, nem szolgál a cikkben szereplő információk forrásmegjelöléseként.